# Dalida chante en arabe
Dalida chante en arabe è una raccolta postuma della cantante italo-francese Dalida, pubblicata nel 1999 da Stop Stereo e commercializzata in Egitto.
Nell’album, oltre ad una serie di canzoni in lingua araba interpretate durante la carriera di Dalida, è presente anche un brano che l’Egitto, terra natia della cantante, ha voluto dedicarle, intitolato Dalida Dalida. Questo tributo è, essenzialmente, un medley di brani in arabo dell’artista, con l’aggiunta di ulteriori voci, sia maschili che femminili, che legano i vari pezzi.
Venne anche inserita una versione strumentale del brano Akhsan Nass.
Una prima versione di questo CD uscì già nel 1986, sempre in Egitto, sotto forma di musicassetta. Venne intitolato "داليدا ... بتغني عربي" (ovvero "Dalida… canta in arabo").
L'album verrà riedito più volte, negli anni, con differenti copertine e titoli.

## Tracce
1. Dalida Dalida (medley - tributo dell’Egitto a Dalida)
2. Akhsan Nass
3. Salma ya salama (versione in egiziano)
4. Aghani Aghani
5. Helwa ya Baladi
6. Gamil el Soura
7. Akhsan Nass (versione strumentale)
8. Salma ya salama (versione in francese)